# Liponyssoides
Liponyssoides es un género de ácaros de la familia Dermanyssidae.

## Especies
- Liponyssoides adsonis Domrow, 1992
- Liponyssoides bengalensis Gupta, 1979
- Liponyssoides eudyptulae Fain & Galloway, 1993
- Liponyssoides intermedius (Evans & Till, 1964)
- Liponyssoides lukoschusi Domrow, 1979
- Liponyssoides muris Hirst
- Liponyssoides sangineus (Hirst, 1914)
- Liponyssoides warnekei Domrow, 1963